# Sergentia prima
Sergentia prima är en tvåvingeart som beskrevs av Proviz 1997. Sergentia prima ingår i släktet Sergentia och familjen fjädermyggor. Arten är reproducerande i Sverige. Inga underarter finns listade i Catalogue of Life.